# 氧化锎
氧化锎是锎的一种氧化物，化学式 Cf2O3。由于所有锎的同位素都是人造的，氧化锎也不存在于自然界。

## 性质
氧化锎是一种黄绿色固体，熔点 1750 °C。它是体心立方晶系的，晶格参数为 a = 1083.9 ± 0.4 pm。 立方和单斜的 Cf2O3 的转变温度为 1400 °C。
它的标准生成焓在 25 °C 是 −1652.6 ± 10.3 kJ•mol−1。

## 用处
它可以用来制作 252Cf-中子源。首先，252Cf(III) 会被做成草酸盐 (Cf2(C2O4)3) ，然后分解形成氧化锎。

## 扩展阅读
- Richard G. Haire: Californium （页面存档备份，存于）, in: Lester R. Morss, Norman M. Edelstein, Jean Fuger (Hrsg.): The Chemistry of the Actinide and Transactinide Elements, Springer, Dordrecht 2006; ISBN 1-4020-3555-1, S. 1499–1576 (doi:10.1007/1-4020-3598-5_11).